# Liste der Monuments historiques in Vendresse
Die Liste der Monuments historiques in Vendresse führt die Monuments historiques in der französischen Gemeinde Vendresse auf.

## Liste der Immobilien
| Bezeichnung                        | Beschreibung                                                                                               | Standort                                         | Kennzeichnung | Schutzstatus | Datum | Bild           |
| ---------------------------------- | --- | ------------------------------------------------ | ------------- | ------------ | ----- | -------------- |
| Kirche St-Martin                   | ab dem 12. Jahrhundert                                                                                     | Vendresse, rue Paul Bouin (Lage)                 | PA00078537    | Inscrit      | 1972  | weitere Bilder |
| Franziskanerkloster von La Cassine | Kirche am Giebel bezeichnet 1587                                                                           | La Cassine, rue du Couvent des Cordeliers (Lage) | PA00078358    | Inscrit      | 1930  | weitere Bilder |
| Hochofen                           | Metallverarbeitung seit 1564 belegt, Hochofen vor 1830 erneuert, Produktionshallen aus dem 19. Jahrhundert | Vendresse, rue du Haut Fourneau (Lage)           | PA00078538    | Inscrit      | 1972  | weitere Bilder |

## Liste der Objekte
| Bezeichnung                                                        | Beschreibung                                                                     | Standort                                              | Kennzeichnung | Schutzstatus   | Datum | Bild |
| ------------------------------------------------------------------ | -------------------------------------------------------------------------------- | ----------------------------------------------------- | ------------- | -------------- | ----- | ---- |
| Gemälde Kreuzigung                                                 | Ölfarbe auf Leinwand, 17. Jahrhundert                                            | Vendresse, in der Kirche St-Martin (Lage)             | PM08000584    | Classé         | 1973  |      |
| Prozessionsskulptur Maria Immaculata                               | mit Trage; Holz, farbig gefasst un 1840                                          | Vendresse, in der Kirche St-Martin (Lage)             | PM08000769    | Inscrit        | 1972  |      |
| Ausstattung der Sakristei                                          | Holz, 18. Jahrhundert                                                            | Vendresse, in der Kirche St-Martin (Lage)             | PM08001185    | Inscrit        | 1988  |      |
| Konsoltisch                                                        | Holz, Marmor, 18. Jahrhundert                                                    | Vendresse, in der Kirche St-Martin (Lage)             | PM08000579    | Classé         | 1933  |      |
| 46 Kirchenbänke                                                    | Holz, 18. Jahrhundert                                                            | Vendresse, in der Kirche St-Martin (Lage)             | PM08000767    | Inscrit        | 1972  |      |
| Kanzel                                                             | Holz, Schalldeckel bezeichnet 1852                                               | La Cassine, in der Kirche St-François-d’Assise (Lage) | PM08001195    | Inscrit        | 1988  |      |
| Kruzifix                                                           | Holz, farbig gefasst, 17. Jahrhundert                                            | Vendresse, in der Kirche St-Martin (Lage)             | PM08001186    | Inscrit        | 1988  |      |
| Taufbecken                                                         | Stein, 12. Jahrhundert                                                           | Vendresse, in der Kirche St-Martin (Lage)             | PM08000578    | Classé         | 1911  |      |
| Grabsteine für Pierre-Joseph Poschet und für Marie-Philippe Labart | Marmor, bezeichnet 1733 und 1762                                                 | Vendresse, in der Kirche St-Martin (Lage)             | PM08000580    | Classé         | 1965  |      |
| Widmungsstein an das höchste Wesen                                 | Stein, 1794; siehe Kult des höchsten Wesens                                      | Vendresse, außen an der Kirche St-Martin (Lage)       | PM08000582    | Classé         | 1965  |      |
| Grabstein für Erard de Chalendry und seine Tochter Gérarde         | Stein, bezeichnet 1480 und 1500                                                  | Vendresse, in der Kirche St-Martin (Lage)             | PM08000585    | Classé         | 1973  |      |
| Hauptaltar                                                         | Altartisch, Retabel und Baldachin; Marmor, Holz, farbig gefasst, 18. Jahrhundert | Vendresse, in der Kirche St-Martin (Lage)             | PM08000583    | Classé         | 1973  |      |
| Skulptur Madonna mit Kind                                          | Holz, farbig gefasst, versilbert und vergoldet, 18. oder 19. Jahrhundert         | Vendresse, in der Kirche St-Martin (Lage)             | PM08000768    | Inscrit        | 1972  |      |
| Kommuniontisch                                                     | Gusseisen, bemalt und vergoldet, 19. Jahrhundert                                 | Vendresse, in der Kirche St-Martin (Lage)             | PM08000770    | Inscrit        | 1972  |      |
| Beichtstuhl                                                        | Holz, 18. Jahrhundert                                                            | Vendresse, in der Kirche St-Martin (Lage)             | PM08001184    | Inscrit        | 1988  |      |
| Orgel                                                              | Ensemble aus PM08001333 und PM08001334                                           | Vendresse, in der Kirche St-Martin (Lage)             | PM08000771    | Inscrit        | 1972  |      |
| Orgelprospekt                                                      | vermutlich um 1707 gebaut, 1850 durch Emile Déjardin umgestaltet                 | Vendresse, in der Kirche St-Martin (Lage)             | PM08001334    | Inscrit        | 1972  |      |
| Instrumentalteil der Orgel                                         | vermutlich um 1707 gebaut, 1850 durch Emile Déjardin umgestaltet                 | Vendresse, in der Kirche St-Martin (Lage)             | PM08001333    | Classé Inscrit | 1972  |      |
| Grabstein der Familie Le Bœuf                                      | Marmor, mehrfach bezeichnet zwischen 1573 und 1640                               | Vendresse, in der Kirche St-Martin (Lage)             | PM08000581    | Classé         | 1965  |      |
| Zelebrantenbank                                                    | Eichenholz, 19. Jahrhundert                                                      | La Cassine, in der Kirche St-François-d’Assise (Lage) | PM08001275    | Inscrit        | 1993  |      |
| Zwei Reliquiare                                                    | Holz, Metall, vergoldet, Glas, 18. Jahrhundert                                   | Vendresse, in der Kirche St-Martin (Lage)             | PM08001187    | Inscrit        | 1988  |      |
| Prozessionsfahne Notre-Dame de Bon Secours                         | Stoff, bestickt und bemalt, Anfang des 20. Jahrhunderts                          | Vendresse, in der Kirche St-Martin (Lage)             | PM08001188    | Inscrit        | 1988  |      |